# دره کوله
دره کوله، روستایی از توابع بخش سیروان شهرستان سنندج در استان کردستان ایران است.
این روستا مرکز بخش بخش سیروان می‌باشد.

## جمعیت
این روستا در دهستان ژاورود شرقی قرار دارد و براساس سرشماری مرکز آمار ایران در سال ۱۳۸۵، جمعیت آن ۲۰۱ نفر (۴۶خانوار) بوده‌است.